# Međunarodni dan muzeja
Međunarodni dan muzeja (IMD) je međunarodni dan koji se održava svake godine 18. svibnja ili oko njega, a koordinira ga Međunarodno vijeće muzeja (ICOM). Događaj ističe specifičnu temu koja se mijenja svake godine odražavajući relevantnu temu ili problem s kojim se muzeji suočavaju na međunarodnoj razini. IMD pruža priliku muzejskim stručnjacima da se susreću s javnošću i upozore je na izazove s kojima se muzeji susreću, te podiže svijest javnosti o ulozi muzeja u razvoju društva. Također promiče dijalog između muzejskih stručnjaka.

## Povijest
Prvi Međunarodni dan muzeja održan je 1977. godine, a koordinirao je ICOM. IMD je osnovan nakon usvajanja rezolucije ICOM-a o stvaranju godišnje manifestacije "s ciljem daljnjeg objedinjavanja kreativnih težnji i napora muzeja i skretanja pozornosti svjetske javnosti na njihovu djelatnost".
Svake godine se međunarodni muzeji pozivaju da sudjeluju na IMD-u kako bi promovirali ulogu muzeja diljem svijeta. To čine kroz događaje i aktivnosti vezane uz godišnju temu. Godišnja tema događaja prvi put je usvojena 1992. godine. Međunarodni plakat iz ICOM-a prvi je put razvijen 1997. godine, a te godine ga je prilagodilo 28 zemalja. U 2009. IMD je privukao sudjelovanje 20 000 muzeja koji su bili domaćini događanja u više od 90 zemalja. U proslavi je 2010. sudjelovalo 98 zemalja, 2011. 100 zemalja, a 2012. 30 000 muzeja u 129 zemalja. Godine 2011. službeni IMD poster preveden je na 37 jezika. Do 2014. u IMD-u je sudjelovalo 35.000 muzeja iz 140 zemalja.